# Carlos Rebelo de Andrade
Carlos Rebelo de Andrade (* 18. März 1887 in Lissabon; † 1971) war ein portugiesischer Architekt.

## Werdegang
Andrade schuf während der Zeit des Estado Novo insbesondere zusammen mit seinem Bruder Guilherme zahlreiche öffentliche Bauten. Für die Weltausstellungen 1922 in Rio de Janeiro und 1929 in Sevilla entwarf er den portugiesischen Pavillon. Ab 1939 entstand in Lissabon der Monumentalbrunnen Fonte Luminosa. Zudem ist er Urheber des Stadtentwicklungsplans von Beira (Mosambik).
Für das Wohnhaus Avenida Columbano Bordalo Pinheiro, n.º 52 in Lissabon wurde er 1939 gemeinsam mit seinem Bruder mit dem Prémio Valmor ausgezeichnet.